# Copa de Honor MCBA 1905
La Copa de Honor MCBA 1905 fue la edición inaugural de esta competencia organizada por la Argentine Football Association.
El ganador fue Alumni, quien venció en la final a Quilmes por 1 a 0, accediendo a la disputa de la Copa de Honor Cusenier frente al campeón de la Copa de Honor uruguaya. Más adelante se le contó como título nacional.

## Sistema de disputa
Se jugó por eliminación directa a un solo partido. En caso de empate, se jugaba tiempo extra, y en caso de persistir se desarrollaba un nuevo encuentro.

## Equipos participantes
| Equipo          | Ciudad          |
| --------------- | --------------- |
| Alumni          | Buenos Aires    |
| Barracas        | Lanús           |
| Belgrano        | Buenos Aires    |
| Estudiantes     | Buenos Aires    |
| Lomas           | Lomas de Zamora |
| Quilmes         | Quilmes         |
| Reformer        | Campana         |
| Rosario Central | Rosario         |

## Fase preliminar
| 23 de julio                                                       | Barracas | vs. | Belgrano | Stadium de Palermo, Buenos Aires |  |
| Barracas anunció que no se presentaría y Belgrano ganó los puntos |          |     |          |                                  |  |

| 23 de julio | Estudiantes | 1:4 | Alumni | Cancha de Estudiantes, Buenos Aires |  |

| 23 de julio | Quilmes | 9:0 | Lomas | Cancha de Quilmes, Quilmes |  |

| 23 de julio | Reformer | 0:9 | Rosario Central | Cancha de Reformer, Campana |  |

## Fase final
|  | Semifinales     | Semifinales |         |        | Final | Final |  |
|  |                 |             |         |        |       |       |  |
|  |                 |             |         |        |       |       |  |
|  | Alumni          | 3           |         |        |       |       |  |
|  | Alumni          | 3           |         |        |       |       |  |
|  | Belgrano        | 1           |         |        |       |       |  |
|  | Belgrano        | 1           |         | Alumni | 1     |       |  |
|  |                 |             |         | Alumni | 1     |       |  |
|  |                 |             | Quilmes | 0      |       |       |  |
|  | Quilmes         | 2           | Quilmes | 0      |       |       |  |
|  | Quilmes         | 2           |         |        |       |       |  |
|  | Rosario Central | 0           |         |        |       |       |  |
|  | Rosario Central | 0           |         |        |       |       |  |
|  |                 |             |         |        |       |       |  |

### Semifinales
| 20 de agosto | Alumni | 3:1 | Belgrano | Stadium de Palermo, Buenos Aires |  |

| 20 de agosto | Quilmes | 2:0 (0:0) (t. s.) | Rosario Central | Cancha de Quilmes, Quilmes |  |

### Final
| 30 de agosto | Alumni | 1:0 (0:0) (t. s.) | Quilmes | Stadium de Palermo, Buenos Aires |  |

|                            |
|                            |
| Campeón Alumni 1.er título |

## Estadísticas
| Pos. | Equipo          | Pts. | J | G | E | P | GF | GC | DG | Ef.    |
| ---- | --------------- | ---- | - | - | - | - | -- | -- | -- | ------ |
| 1.°  | Alumni          | 6    | 3 | 3 | 0 | 0 | 8  | 2  | 6  | 100%   |
| 2.°  | Quilmes         | 4    | 3 | 2 | 0 | 1 | 11 | 1  | 10 | 66,67% |
| 3.°  | Rosario Central | 2    | 2 | 1 | 0 | 1 | 9  | 2  | 7  | 50%    |
| 4.°  | Belgrano        | 2    | 2 | 1 | 0 | 1 | 1  | 3  | -2 | 50%    |
| 5.°  | Barracas        | 0    | 1 | 0 | 0 | 1 | —  | —  | —  | 0%     |
| 6.°  | Estudiantes     | 0    | 1 | 0 | 0 | 1 | 1  | 4  | -3 | 0%     |
| 7.°  | Lomas           | 0    | 1 | 0 | 0 | 1 | 0  | 9  | -9 | 0%     |
| 7.°  | Reformer        | 0    | 1 | 0 | 0 | 1 | 0  | 9  | -9 | 0%     |